# Węgliniec (gromada)
Węgliniec – dawna gromada, czyli najmniejsza jednostka podziału terytorialnego Polskiej Rzeczypospolitej Ludowej w latach 1954–1972.
Gromady, z gromadzkimi radami narodowymi (GRN) jako organami władzy najniższego stopnia na wsi, funkcjonowały od reformy reorganizującej administrację wiejską przeprowadzonej jesienią 1954 do momentu ich zniesienia z dniem 1 stycznia 1973, tym samym wypierając organizację gminną w latach 1954–1972.
Gromadę Węgliniec z siedzibą GRN w Węglińcuu (wówczas wsi) utworzono – jako jedną z 8759 gromad na obszarze Polski – w powiecie zgorzeleckim w woj. wrocławskim, na mocy uchwały nr 34/54 WRN we Wrocławiu z dnia 2 października 1954. W skład jednostki weszły obszary dotychczasowych gromad Węgliniec i Stary Węgliniec oraz część lasów państwowych będąca w administracji nadleśnictwa Węgliniec z położoną na ich terenie osadą Kaławsk – ze zniesionej gminy Węgliniec w tymże powiecie. Dla gromady ustalono 27 członków gromadzkiej rady narodowej.
13 listopada 1954, po pięciu tygodniach, gromadę Węgliniec zniesiono w związku z nadaniem jej statusu osiedla. 1 stycznia 1967 osiedle Węgliniec (niemal w całych jego granic) otrzymało status miasta. 1 stycznia 1973 w powiecie zgorzeleckim reaktywowano gminę Węgliniec.